# Vannes
Vannes [van] (bretonisch Gwened) ist eine französische Stadt und Gemeinde mit 54.955 Einwohnern (Stand: 1. Januar 2022) und die Hauptstadt des Départements Morbihan in der Region Bretagne.

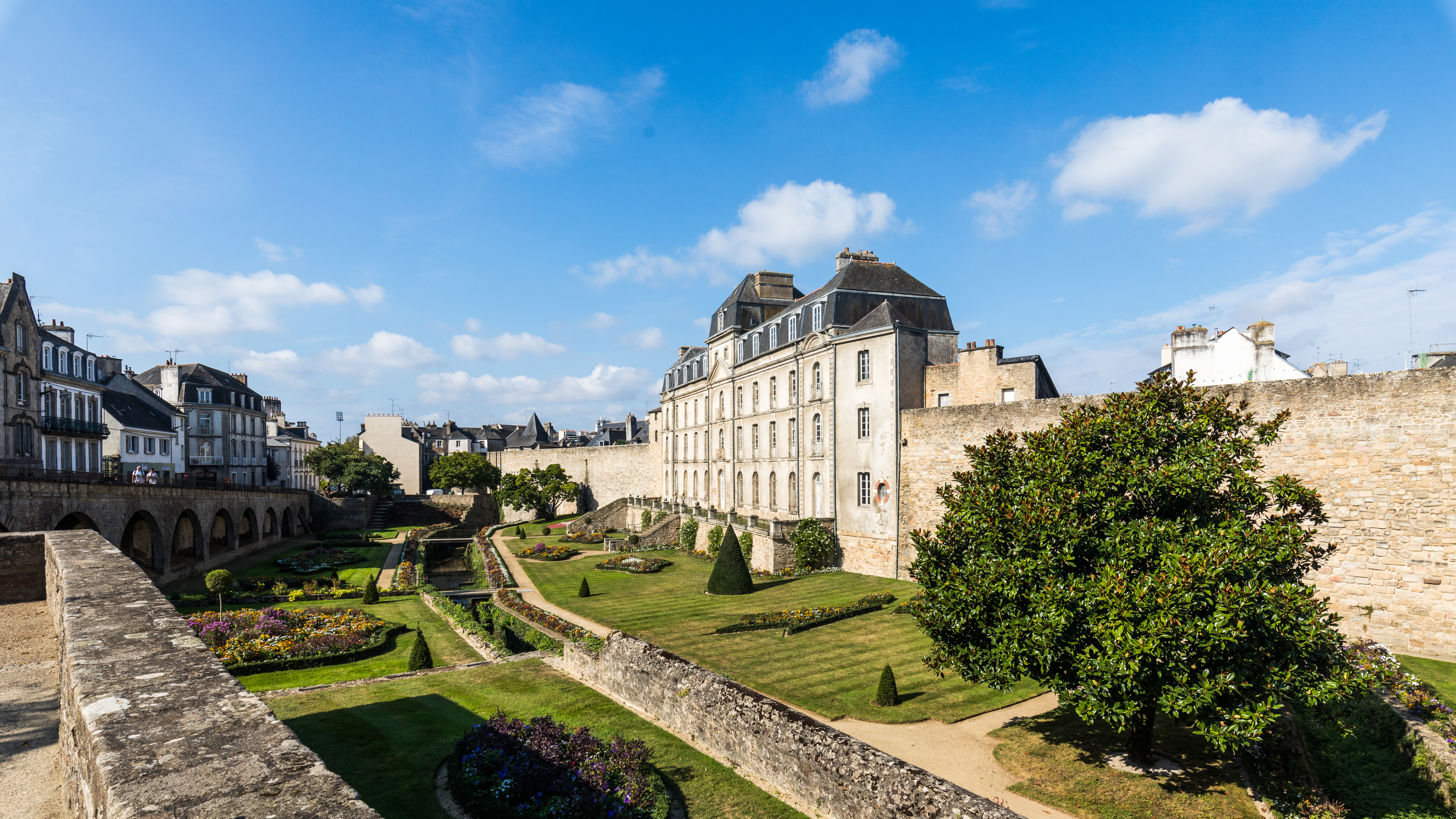
Vannes, Schloss und Gärten

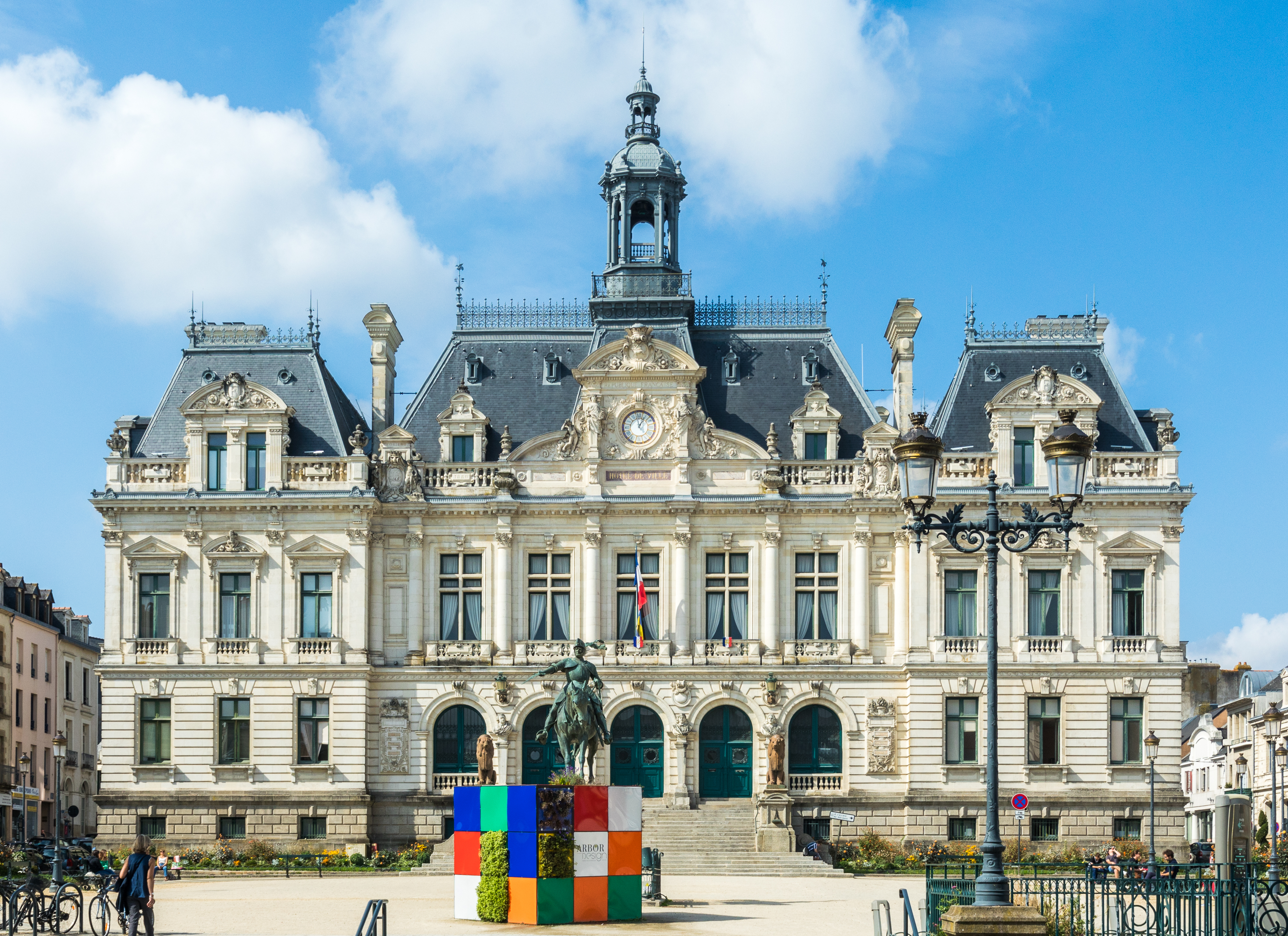
Rathaus von Vannes mit Reiterstandbild, 2022

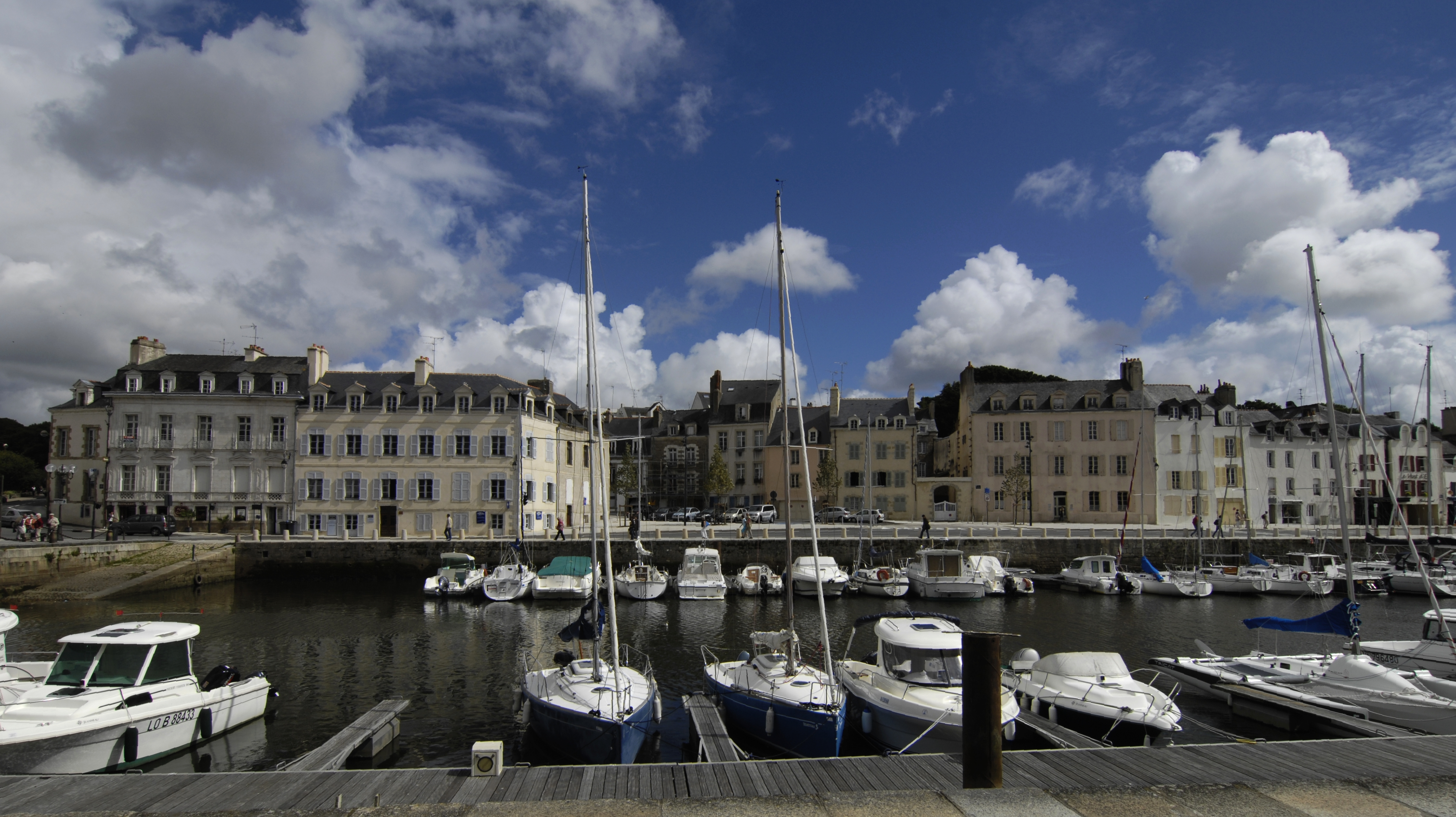
Der Hafen von Vannes am Golf von Morbihan

## Geografie
Vannes liegt etwas nördlich der Küste des Golfs von Morbihan. Durch die Stadt fließt der Fluss Marle, der später in das Binnenmeer mündet. Das Gemeindegebiet gehört zum Regionalen Naturpark Golfe du Morbihan.

## Geschichte
Vannes geht zurück auf die gallo-römische Stadt Darioritum.
Im Jahr 560 besiegte hier Chlothar I. das Heer des Bretonen Konomor, unter dessen Schutz sich Chlothars Sohn Chram begeben hatte.
Nominoë, in der ersten Hälfte des 9. Jahrhunderts Graf von Vannes, gilt manchen Bretonen als erster König der Bretagne. In Vannes endete 1532 mit dem Treffen des französischen Königs Franz I. mit den bretonischen Ständen die Unabhängigkeit des Herzogtums Bretagne. Ab 1675 war Vannes Sitz des bretonischen Parlements. Außerdem ist die Stadt seit dem 5. Jahrhundert Sitz eines Bistums.
Ab 1790 war die Stadt Hauptort eines gleichnamigen Wahlkreises (Kantons). 1982 wurde sie durch die Aufteilung in drei Wahlkreise Chef-lieu von Vannes Centre, Vannes Ouest und Vannes Est.
Ab Juni 1940 war Vannes von Truppen der Wehrmacht besetzt.
Am 1. August 1944 begann die Schlacht um die Bretagne. Am 6. August eroberten Truppen der 4. US-Panzerdivision Vannes; dabei half ihnen die Résistance.

### Bevölkerungsentwicklung
| Jahr                       | 1962   | 1968   | 1975   | 1982   | 1990   | 1999   | 2006   | 2019   |
| Einwohner                  | 30.411 | 36.576 | 40.359 | 42.178 | 45.644 | 51.759 | 53.079 | 53.719 |
| Quellen: Cassini und INSEE |        |        |        |        |        |        |        |        |

## Verkehr
Über die Europastraße 60 (N 165) ist Vannes an das internationale Fernstraßennetz angebunden. Im Bahnhof von Vannes auf der Bahnstrecke Savenay–Landerneau halten die TGV-Züge der Verbindung Paris–Quimper (TGV Atlantique).
Von Vannes aus erschlossen die Chemins de fer du Morbihan von 1902 bis 1947 die ländlicheren Regionen des Départements.
Der Flughafen Vannes ist nur regional von Bedeutung.

## Sehenswürdigkeiten

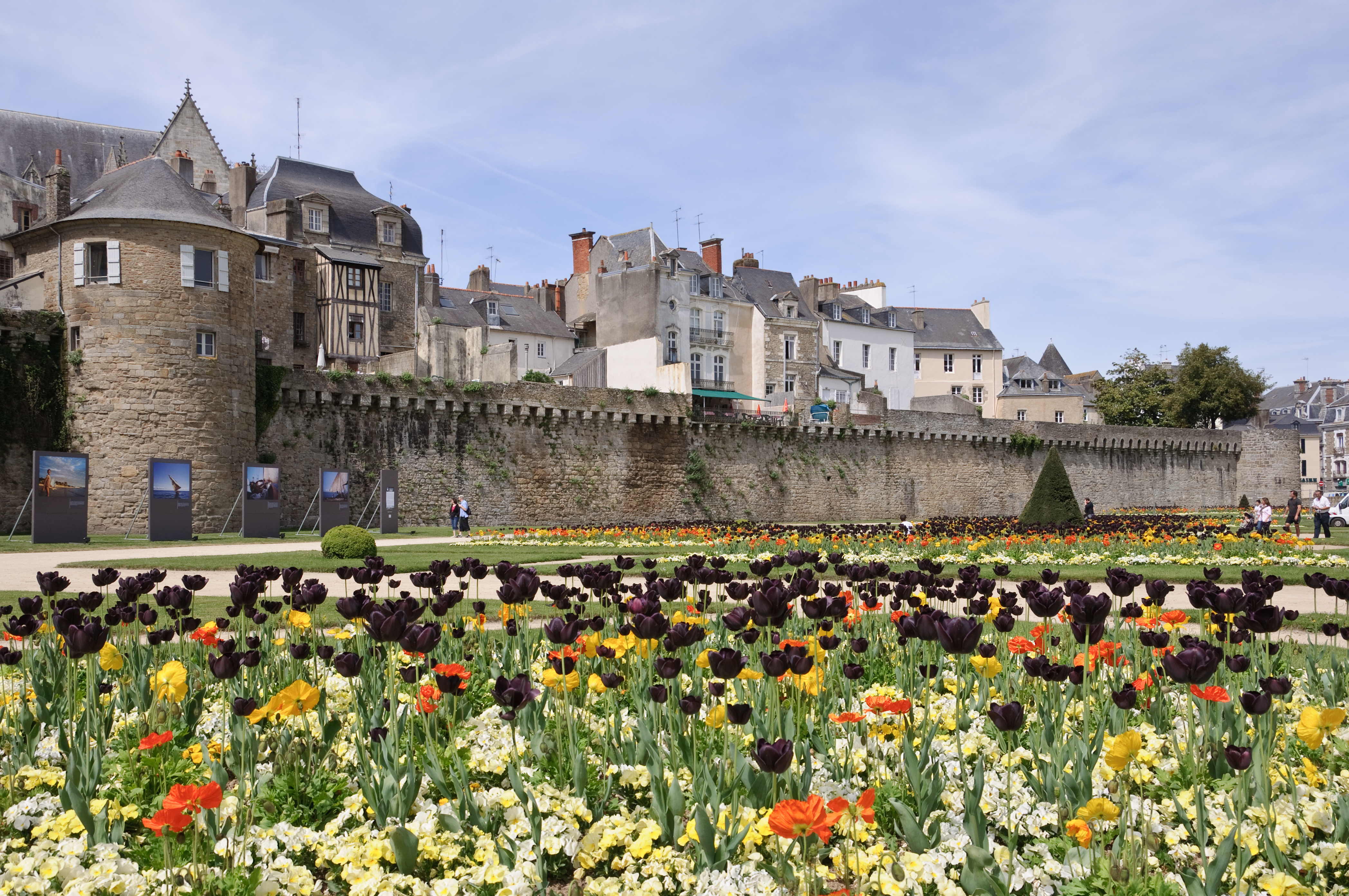
Stadtmauer

Das gesamte Stadtbild ist sehenswert, besonders aber die Stadtmauer und das Waschhaus. Wenige Kilometer entfernt liegt der kleine Ort Elven, der zur Gemeinde Vannes gehört. Hier findet man eine sehenswerte Burgruine, die im Sommer als Freilufttheater genutzt wird.
- Cathédrale Saint-Pierre de Vannes: Die Kathedrale wurde im gotischen Stil an Stelle einer älteren romanischen Kathedrale erbaut. Der Bau begann im 15. Jahrhundert und dauerte bis ins 19. Jahrhundert hinein. Älter ist lediglich der romanische Glockenturm aus dem 13. Jahrhundert, der in den Neubau integriert wurde.

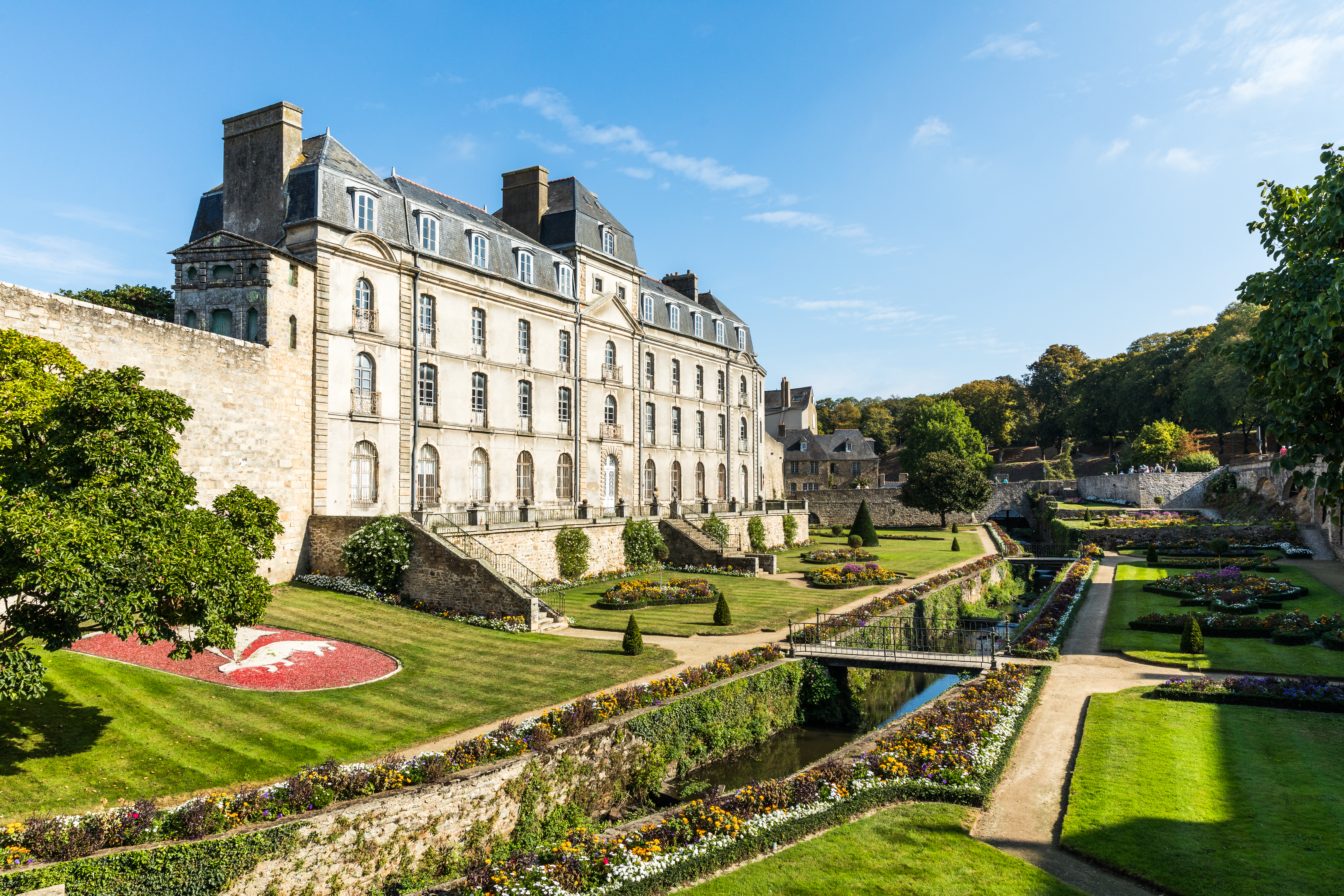
Château de l’Hermine

- Château de l’Hermine: Nach seiner Rückkehr aus dem englischen Exil 1379 machte Herzog Jean V. Vannes zu seiner Residenz. Er ließ eine Stadtmauer bauen, mit der er die Fläche der Stadt verdoppelte, sowie ein Schloss, das Château de l’Hermine (Hermelinschloss nach seinem Wappentier), und richtete hier seinen Hof sowie den Staatsrat ein. Die Stände (États) tagten hier 19-mal, der Rechnungshof hatte hier bis 1491/99 seinen Sitz, ebenso das Parlement, das 1533 nach Nantes umzog. Die heutigen Gebäude stammen aus dem Jahr 1795. Sie beherbergten nacheinander die Trésorerie Générale, die Militärschule und die juristische Fakultät sowie heute das Institut culturel de Bretagne. 
Aktuell wird das Châteu durch die Gemeinde von Vannes, gemeinsam mit Investoren renoviert und restauriert. Die Wiedereröffnung ist für das zweite Halbjahr 2025 vorgesehen.[1]

- Place Maurice-Marchais: Das  Rathaus im italienischen Renaissance-Stil  (19. Jahrhundert) stellt eine Kopie des Hôtel de Ville in Paris dar. Über der Rathausuhr im Frontgiebel erhebt sich ein kleines Türmchen mit Glockenspiel. Auf der Nordseite des Platzes steht die zum ehemaligen Jesuitenkolleg gehörende barocke Kapelle St-Yves (17. Jahrhundert). Im Inneren befindet sich ein dem Jesuitengründer Ignatius von Loyola geweihtes Altarbild, das von schwarzen Marmorsäulen mit korinthischen Kapitellen umrahmt wird.

## Veranstaltungen
Seit 1975 findet im September zwischen Auray und Vannes der Volks- und Straßenlauf Auray – Vannes statt.

## Städtepartnerschaften
Es bestehen Städtepartnerschaften mit
- Mons, Belgien, seit 1952
- Cuxhaven, Deutschland, seit 1963
- Fareham, Vereinigtes Königreich, seit 1967

Ebenfalls freundschaftliche Beziehungen unterhält Vannes mit Wałbrzych in Polen und mit Barouéli in Mali.

## Lehre und Forschung
- Universität der Südbretagne
- Institut catholique d’arts et métiers

## Persönlichkeiten
- Joseph Abeille (1673–1756), Architekt
- Albin von Angers (um 469 – 550), Bischof von Angers und Heiliger der katholischen Kirche
- Giordana Angi (* 1994), italienische Cantautrice
- Jean Arzé (* 1941), Radrennfahrer
- Geneviève Asse (1923–2021), Malerin, Zeichnerin und Grafikerin
- Simon Bédard (* 1997), Leichtathlet
- Mathieu Berson (* 1980), Fußballspieler
- Adolphe Billault (1805–1863), Rechtsanwalt und Staatsmann
- Louise Bourgoin (* 1981), Schauspielerin
- Franz I. (1414–1450), Herzog der Bretagne
- Benoît Chauvet (* 1981), Skilangläufer
- Yves Coppens (1934–2022), Paläontologe und Paläoanthropologe
- Louis-François Duplessis de Mornay (1663–1741), Kapuziner und dritter Bischof von Québec in Neufrankreich
- Gabriel Fabre (1774–1858), General der Infanterie
- Henri-Marie Féret (1904–1992), Dominikaner und Theologe
- Nicolas Guillou (* 1975), Jurist
- Paul Gury (1888–1974), Schauspieler, Regisseur und Drehbuchautor
- Paul César Helleu (1859–1927), Maler, Radierer und Illustrator
- Lionel Jaffredo (* 1970), Fußballschiedsrichter
- Fabien Jarsalé (* 1990), Fußballspieler
- Jordan Jegat (* 1999), Radrennfahrer
- Pierre de La Gorce (1846–1934), Historiker
- Serge Latouche (* 1940), Ökonom und Philosoph
- Bertrand Layec (* 1965), Fußballschiedsrichter
- Pierre Le Corre (* 1990), Duathlet und Triathlet
- Samuel Loric (* 2000), Fußballspieler
- Michel Lunven (* 1933), Diplomat
- Louis Martin-Chauffier (1894–1980), Schriftsteller
- Sylvain Marveaux (* 1986), Fußballspieler
- Guillaume Mazéas (1720–1775), Physiker
- Julien Morice (* 1991), Radsportler
- Bernard Norlain (* 1939), Kampfpilot und General der Luftstreitkräfte
- Etienne Oliviero (* 2006), Bahnradsportler
- Arthur Pilard (* 1996), Radrennfahrer
- Bernard Poignant (* 1945), Politiker
- Gilbert Renault (1904–1984), Widerstandskämpfer
- Maisie Renault (1907–2003), Widerstandskämpferin
- Alain Resnais (1922–2014), Filmregisseur
- Yves Rocard (1903–1992), Physiker
- Claude-Michel Schönberg (* 1944), Musical-Komponist
- Benoît Vaugrenard (* 1982), Radsportprofi
- Ludovic Walter (* 1983), Tennisspieler
- Daniel Yvinec (* 1963), Jazzmusiker, Musikproduzent und Autor

## Impressionen

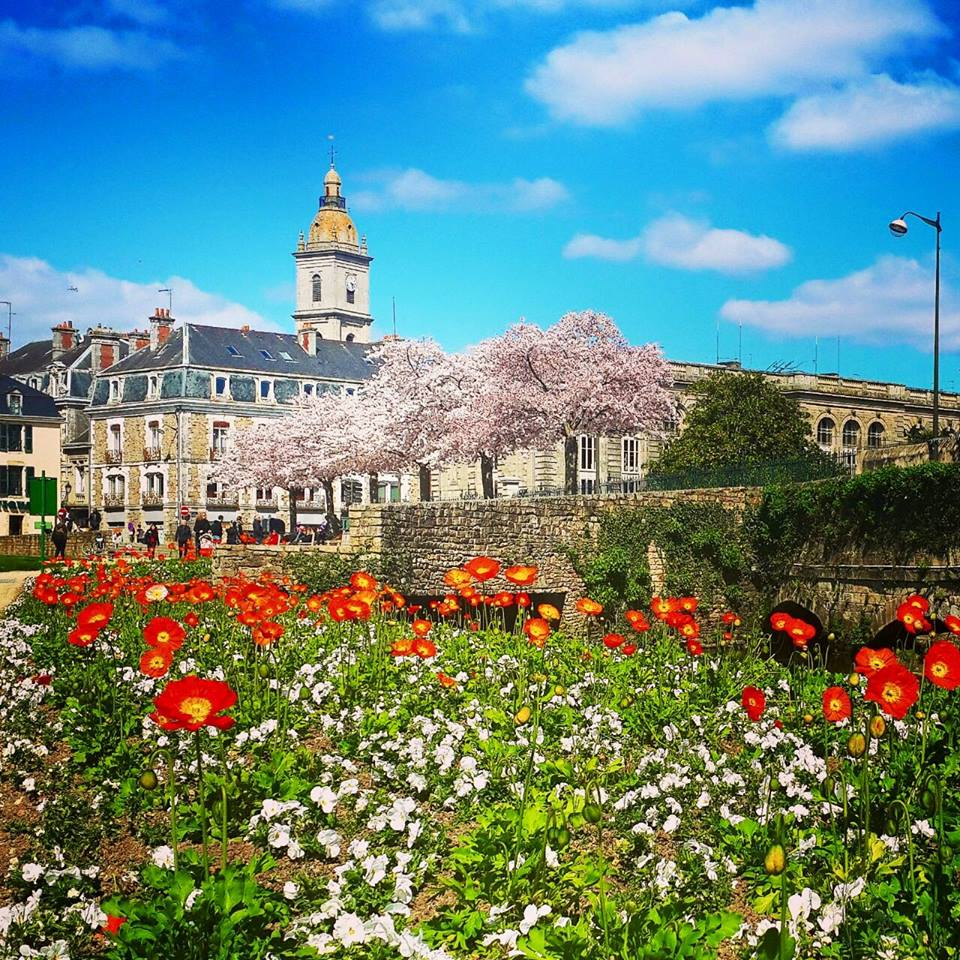
Blick auf das historische Vannes
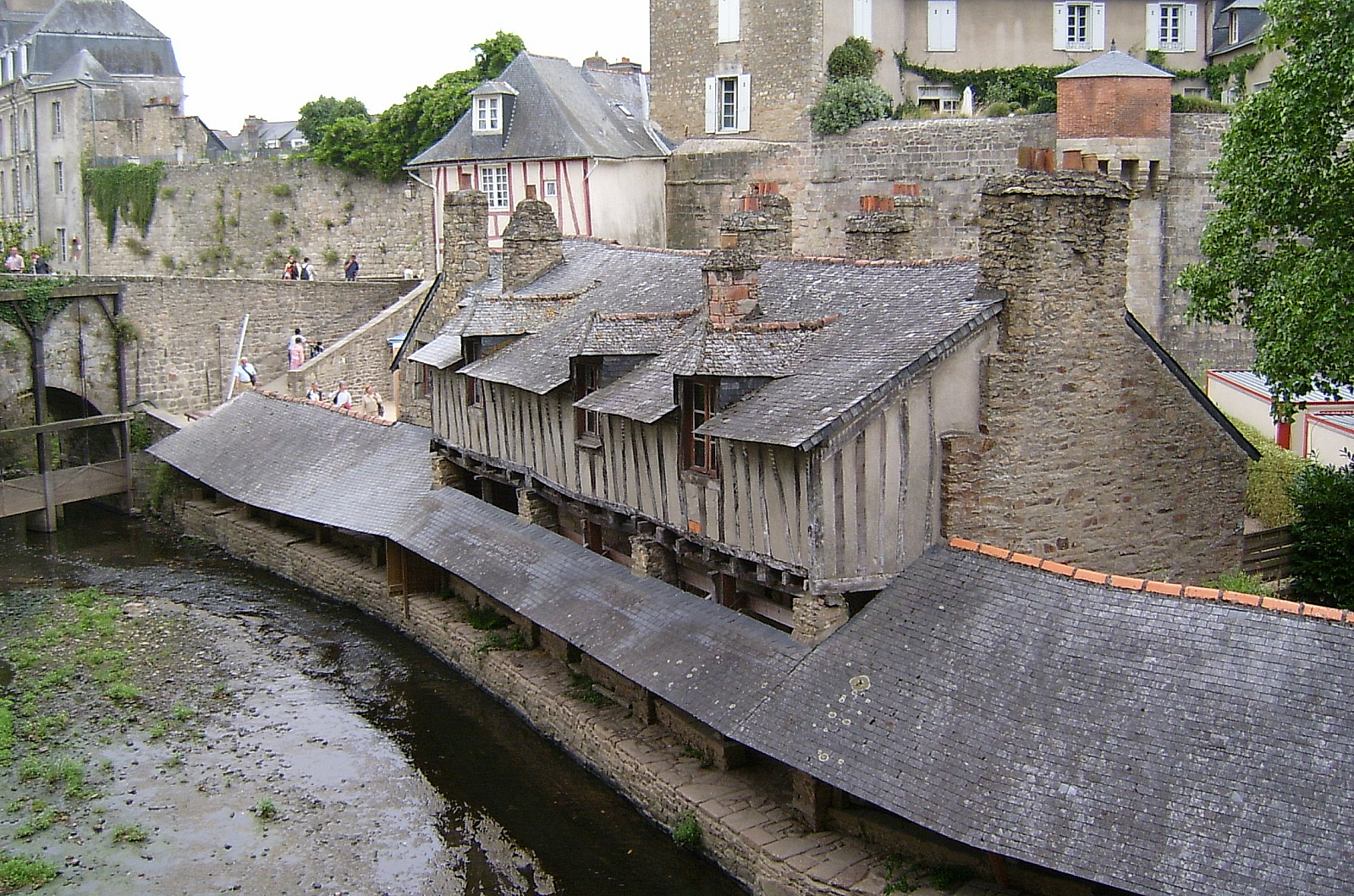
Waschhaus
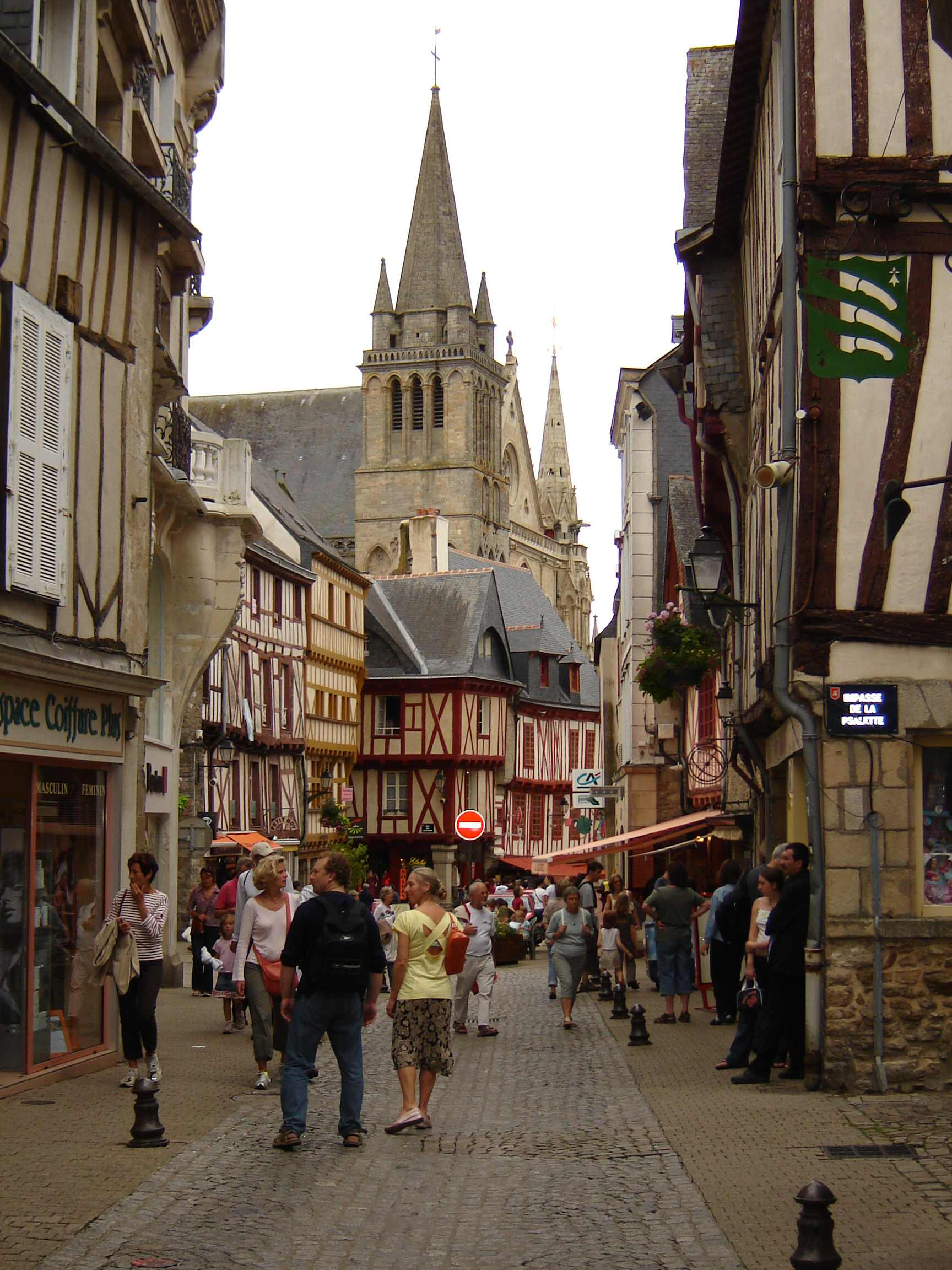
Altstadt und Kathedrale
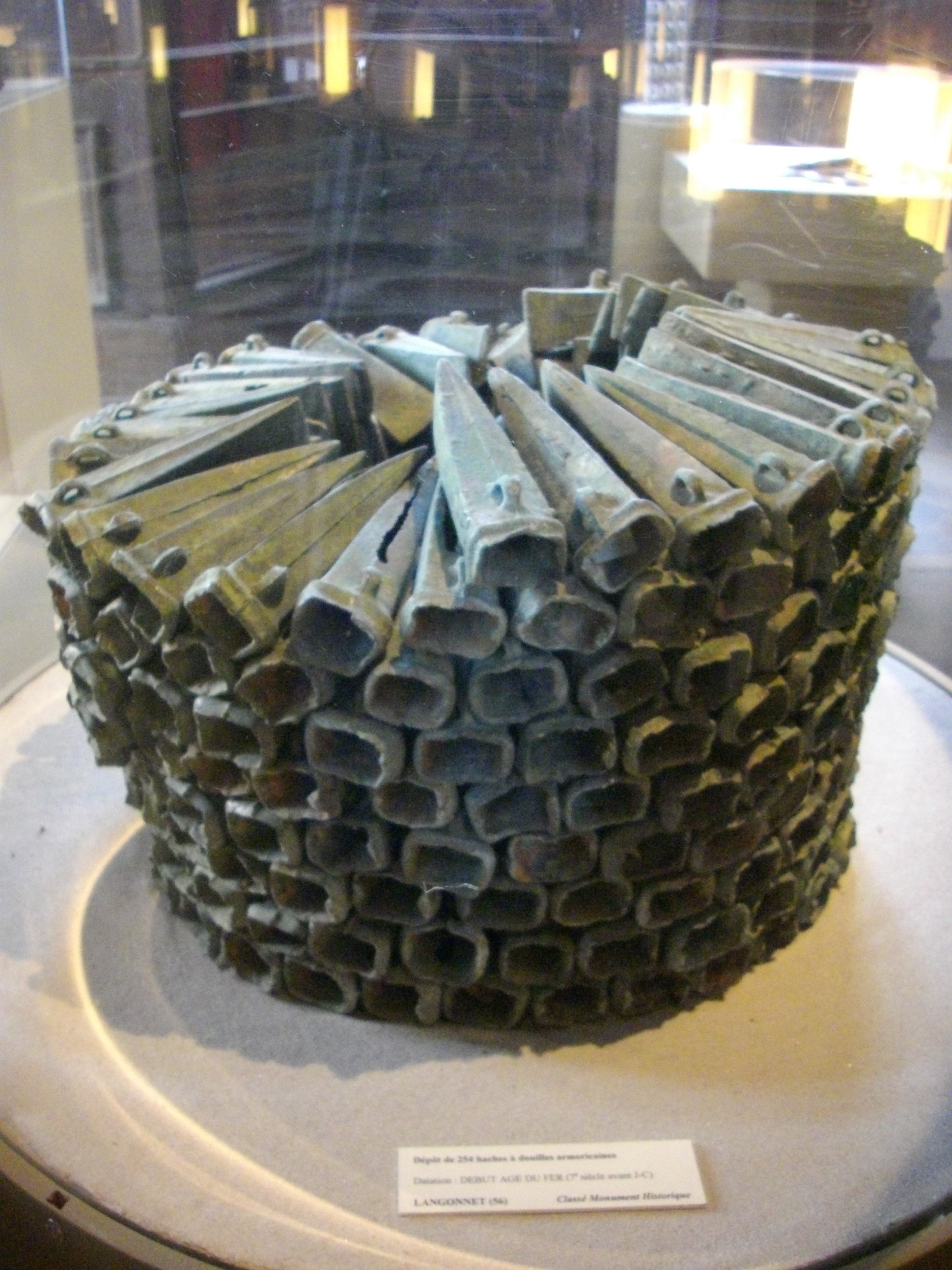
Hortfund von Douilles im Museum von Vannes
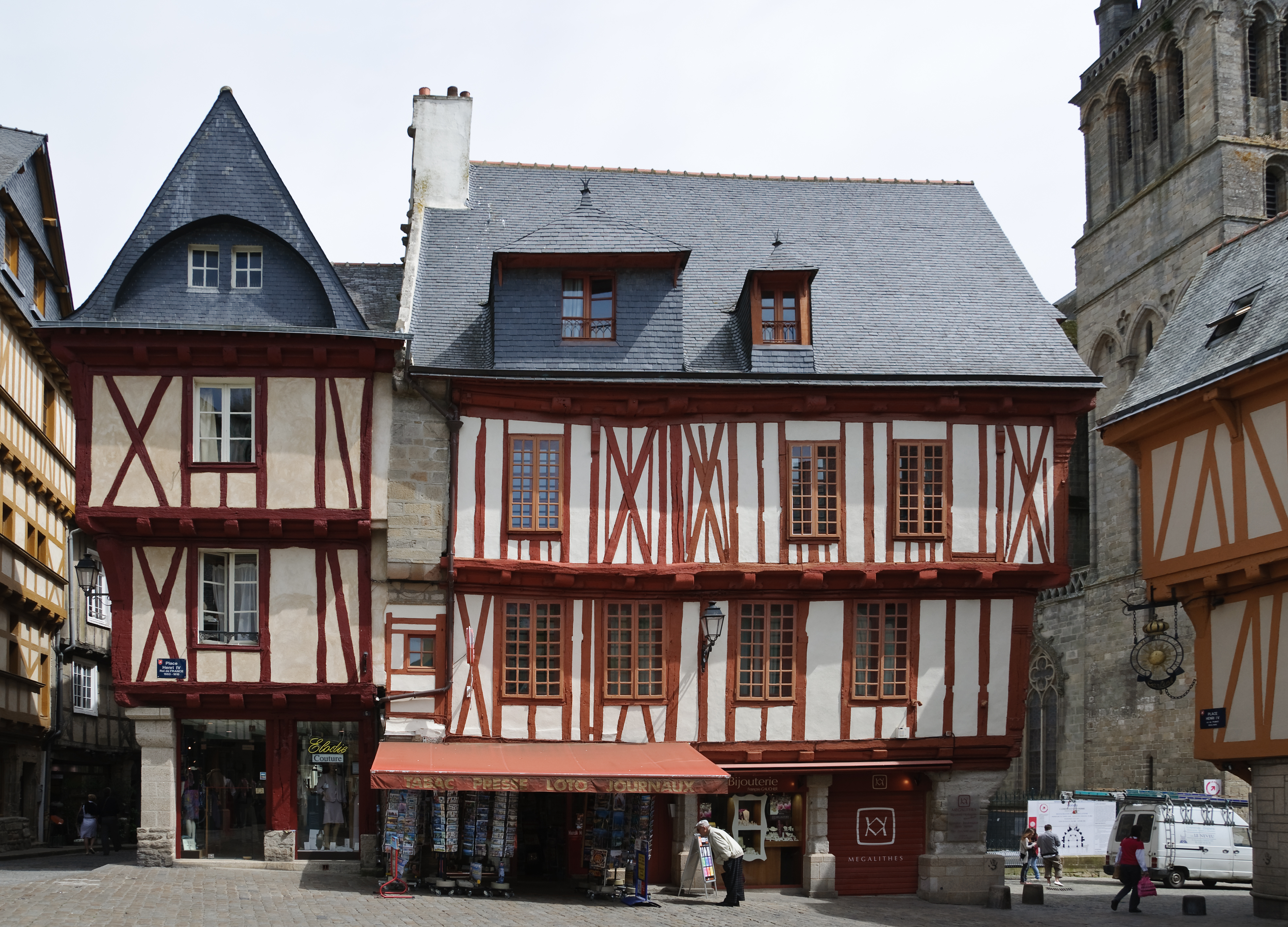
Fachwerkhäuser, Place Henri IV
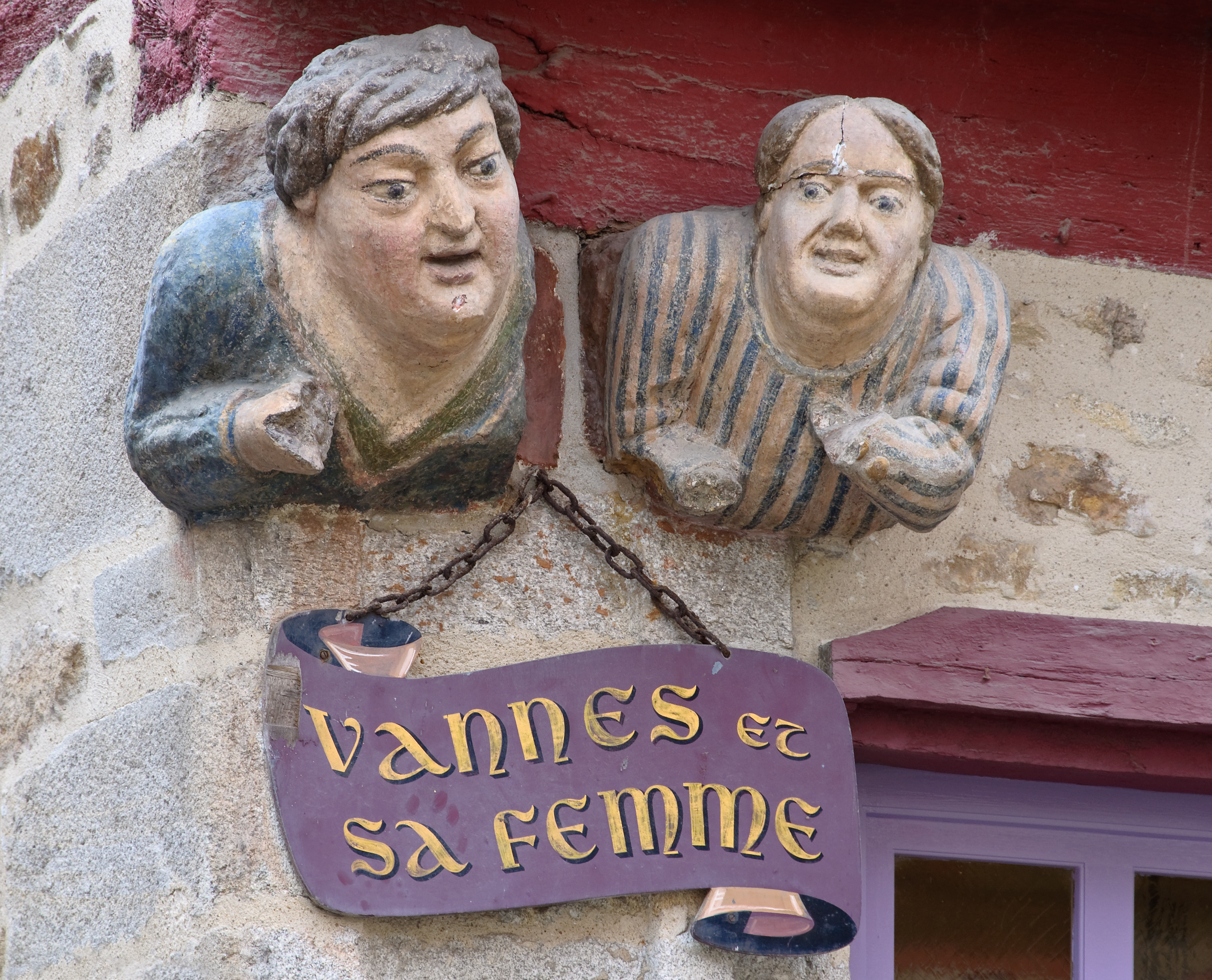
Vannes et sa femme (Vannes und seine Frau)